# Скобелев, Михаил Александрович
Михаи́л Алекса́ндрович Ско́белев (17 июля 1930, Москва — 2006, Москва) — советский и российский художник (график, иллюстратор, карикатурист).

## Биография
Михаил Скобелев родился 17 июля 1930 года в Москве. Тёзка и правнук Ак-паши — генерала Михаила Дмитриевича Скобелева, участника Русско-турецкой войны 1877—1878 годов, освободителя Болгарии.
В 1951 году окончил Московский полиграфический институт, учился у Фёдора Богородского, Григория Шегаля. В 1954 году окончил художественный факультет Всесоюзного государственного института кинематографии (ВГИК).
Работал художником-постановщиком на киностудии «Союзмультфильм» и в театре «Современник» при Олеге Ефремове. В «Современнике» оформил спектакли «Два брата», «Всегда в продаже», «Пять вечеров».
Работал в журналах «Крокодил», «Юность», «Мурзилка», «Весёлые картинки». Автор многих популярных карикатур советского периода. Оформил рисунками «Стандарты ИСО-9000 в жизни» и приписываемую Ивану Баркову эротическую поэму.
Михаил Скобелев считается классиком детской иллюстрации. Проиллюстрировал более 200 книг для детей (в том числе в соавторстве с Анатолием Елисеевым).
Умер в Москве в 2006 году.

## Фильмография

### Художник-декоратор
- 1957 — Чудесница

### Художник-постановщик
- 1954 — На лесной эстраде
- 1956 — Лесная история

## Награды и звания
- Заслуженный художник РСФСР (1966)[2]
- Народный художник Российской Федерации (2001)[2]

## Местонахождение произведений
- Музеи России[2]
- Частные собрания в России, США, Израиле, Франции[2]